# 赤鼻棱鯷
赤鼻棱鯷（学名：Thryssa kammalensis），又稱赤鼻綾鯷，俗名突鼻仔、含西，為輻鰭魚綱鯡形目鯡亞目鳀科的其中一種。

## 分布
本魚廣泛分布印度西太平洋區，包括泰國、越南、馬來西亞、中國南海、台灣、印尼等海域。该物种的模式产地在Madura海峡。

## 深度
水深1至20公尺。

## 特徵
本魚體長而稍側扁，背腹緣向後漸窄。腹緣具稜鱗。無側線。口大，下位，上頜骨末端不達鰓蓋開口。體銀白色，背部青綠色。吻通常為赤紅色。背鰭和尾鰭為淡黃綠色，散有黑色細點，尾鰭後緣黑色。背鰭稍淡，胸鰭、腹鰭、臀鰭淡色。鰓蓋後緣上方具一暗色斑塊。體長可達15公分。

## 生態
本魚棲息於沿岸，常出現在沙泥質海域及河口區覓食。

## 經濟利用
食用魚，但魚體薄肉少，通常曬成魚乾，或是當下雜魚。